# Reza Kianian
Reza Kianian (رضا کیانیان) (ur. 19 czerwca 1951 w Teheranie) – irański aktor i muzyk.

## Filmografia
- Kimia, 1995
- Sultan, 1996
- Cinema, Cinemast, 1996
- Rooban-e Ghermez, 1998
- Ajans-e Shisheh-i, 1998
- Sag Koshi, 2001
- Issa Miayad, 2001
- Khaneye Rooy-e Ab, 2001
- Gahi Be Aseman Negah Kon, 2003
- Yek Teke Nan, 2005
- Yek boos-e Koochooloo, 2005
- Mahiha Ashegh Mishavand, 2005
- Kargaran Mashghool-e Karand, 2006
- Hamishe Paye Yek Zan Dar Mian Ast, 2007
- Ye habe Ghand, 2010
- Rah-e Abi Abrisham, 2012